# Burg Rheindorf
Die Burg Rheindorf ist der Rest einer Burg und heutiger Standort der katholischen Kirche Sankt Aldegundis im Leverkusener Stadtteil Rheindorf (Unterstraße 7) in Nordrhein-Westfalen.
Die Burg wurde in der Karolingerzeit gegründet. Auf ihren Fundamenten wurde der dreigeschossige romanische Wehrturm aus dem 12. Jahrhundert errichtet. Die Pfarrkirche St. Aldegundis (Backstein-Saalkirche), die nachweislich als Eigenkirche des Rittergutes Haus Rheindorf (Burgstraße 5) gegründet war, wurde erstmals 1170 erwähnt, das aus Ziegeln gemauerte Obergeschoss wurde im 15. Jahrhundert erbaut und das mit einem flachen Tonnengewölbe überdachte Kirchenschiff entstand zwischen 1774 und 1777 mit einer im Rokokostil gehaltenen Inneneinrichtung.